# Gniechowice (gmina)
Gniechowice – dawna gmina wiejska istniejąca w latach 1945–1954 w woj. wrocławskim (dzisiejsze woj. dolnośląskie). Siedzibą władz gminy były Gniechowice.
Gmina Gniechowice powstała po II wojnie światowej na terenie tzw. Ziem Odzyskanych (tzw. II okręg administracyjny – Dolny Śląsk). 28 czerwca 1946 gmina – jako jednostka administracyjna powiatu wrocławskiego – weszła w skład nowo utworzonego woj. wrocławskiego.
Według stanu z 1 lipca 1952 gmina składała się z 22 gromad: Bąki, Bielany Wrocławskie, Chrzanów, Cieszyce, Domasław, Gniechowice, Górzyce, Kobierzyce, Królikowice, Krzyształowice, Księginice, Małuszów, Olbrachtowice, Owsianka, Pustków Żurowski, Siedlakowice, Solna, Tyniec Mały, Wierzbica, Wierzbice, Zachowice i Żerniki Małe. Gmina została zniesiona 29 września 1954 wraz z reformą wprowadzającą gromady w miejsce gmin. Jednostki nie przywrócono 1 stycznia 1973 wraz z kolejną reformą reaktywującą gminy; część jej dawnego obszaru weszła w skład nowej gminy Kobierzyce.